# Pokémon Art Academy
Pokémon Art Academy (ポケモン アートアカデミー?, Pokemon Āto Akademī) è un videogioco educativo per Nintendo 3DS. Basato su Art Academy, presenta 40 lezioni di disegno a tema Pokémon.

## Modalità di gioco
Pokémon Art Academy è un gioco d'arte educativo progettato per insegnare ai giocatori come disegnare vari personaggi Pokémon attraverso 40 lezioni avanzate. I giocatori progrediscono attraverso tre livelli di difficoltà - Novizio, Apprendista e Laureato - imparando nuove tecniche e concetti artistici, con strumenti come il pastello o il pennello sbloccabili lungo il percorso. Il corso per principianti inizia con lezioni che insegnano al giocatore il disegno di ritratti, angoli e forme costruttive, mentre le fasi successive introducono ombreggiature, tratteggi, opacità e schizzi a mano libera. Al termine di ogni disegno, esso può essere trasferito e utilizzato come illustrazione delle carte del Gioco di Carte Collezionabili Pokémon, con la possibilità di aggiungere un'immagine di sfondo.
Il gioco include anche una modalità Free Paint che permette ai giocatori di disegnare quello che vogliono, con la possibilità di caricare modelli come riferimento, così come la modalità Quick Sketch, che richiede di fare un semplice disegno con strumenti limitati. Ulteriori modelli possono essere ottenuti procedendo attraverso le lezioni, o come contenuti scaricabili attraverso promozioni speciali sul Nintendo Network. Pokémon Art Academy offre funzionalità Miiverse che consentono di caricare i disegni nella Comunità Miiverse di Nintendo, oltre a partecipare a concorsi d'arte. A differenza della serie principale di Art Academy, questo titolo presenta strumenti non tradizionali come i livelli e una funzione di annullamento. Questi strumenti di arte digitale sono di solito evitati nei titoli passati per incoraggiare un'esperienza autentica con l'arte tradizionale, anche se su un supporto digitale. Dal momento che Pokémon Art Academy è piuttosto focalizzato a educare a disegnare personaggi Pokémon, una serie orientata ai bambini molto piccoli (anche se non specificamente), questo titolo ha alcune libertà indulgenti con questi strumenti digitali.